# 新乾駅
新乾駅（シンゴンえき）は、朝鮮民主主義人民共和国咸鏡北道慶源郡に位置する朝鮮民主主義人民共和国鉄道省咸北線と古乾原線の駅である。

## 歴史
- 1930年10月1日：開業[1]。

## 隣の駅
朝鮮民主主義人民共和国鉄道省
咸北線
龍堂里駅 - 新乾駅 - 新阿山駅
古乾原線
新乾駅 - 古乾原駅